# Amphidesmus platypterus
Amphidesmus platypterus là một loài bọ cánh cứng trong họ Cerambycidae.